# Stazione di Botanic
La stazione di Botanic ( in inglese britannico Botanic railway station) è una stazione ferroviaria che fornisce servizio a Belfast, contea di Antrim, Irlanda del Nord. Attualmente le linee che vi passano sono la Belfast-Newry, la Belfast-Bangor e soprattutto la Dublino-Belfast, che però non fa fermata qui. La stazione fu aperta il 4 novembre 1976 ed è molto vicina a quella di City Hospital. I lavori per migliorare l'accesso alla stazione per i disabili sono terminati nel 2008, nell'ambito di un miglioramento generale che ha portato alla costruzione di scale per l'accesso ai binari, al miglioramento dell'illuminazione e delle segnaletica.

## Ubicazione
La stazione si trova, come suggerisce il nome, vicino alla Queen's University di Belfast e ai giardini botanici della città.

## Treni
Da lunedì a sabato c'è un treno ogni mezzora verso Portadown o Newry in una direzione e verso Bangor o Belfast nell'altra, con treni aggiuntivi nelle ore di punta. Di domenica c'è un treno per ogni direzione ogni ora. Sulla linea per Larne ci sono pochi servizi giornalieri, così come per quella per Derry. In entrambi casi la frequenza è di un treno ogni due ore, che aumenta a uno all'ora la domenica.

## Servizi ferroviari
- Intercity Dublino–Belfast
- Belfast-Newry
- Belfast-Bangor
- Belfast-Derry
- Belfast-Larne

## Servizi
- Biglietteria self-service
- Distribuzione automatica cibi e bevande